# Área de Relevante Interesse Ecológico Capetinga/Taquara
A Área de Relevante Interesse Ecológico Capetinga/Taquara é uma unidade de conservação brasileira localizada ao sul do Distrito Federal, mais precisamente na região administrativa de Park Way.
A área possui 20,5716 km² e sua administração cabe atualmente ao Instituto Chico Mendes de Conservação da Biodiversidade (ICMBio).